# Zelenîi Hai, Henicesk
Zelenîi Hai (în ucraineană Зелений Гай) este un sat în comuna Novohrîhorivka din raionul Henicesk, regiunea Herson, Ucraina.